# Хросна (Малопольське воєводство)
Хросна (пол. Chrosna) — село в Польщі, у гміні Лішки Краківського повіту Малопольського воєводства.
Населення — 494 особи (2011).
У 1975-1998 роках село належало до Краківського воєводства.

## Демографія
Демографічна структура станом на 31 березня 2011 року:
|          | Загалом | Допрацездатний вік | Працездатний вік | Постпрацездатний вік |
| -------- | ------- | ------------------ | ---------------- | -------------------- |
| Чоловіки | 230     | 65                 | 144              | 21                   |
| Жінки    | 264     | 50                 | 163              | 51                   |
| Разом    | 494     | 115                | 307              | 72                   |